# سید رضا

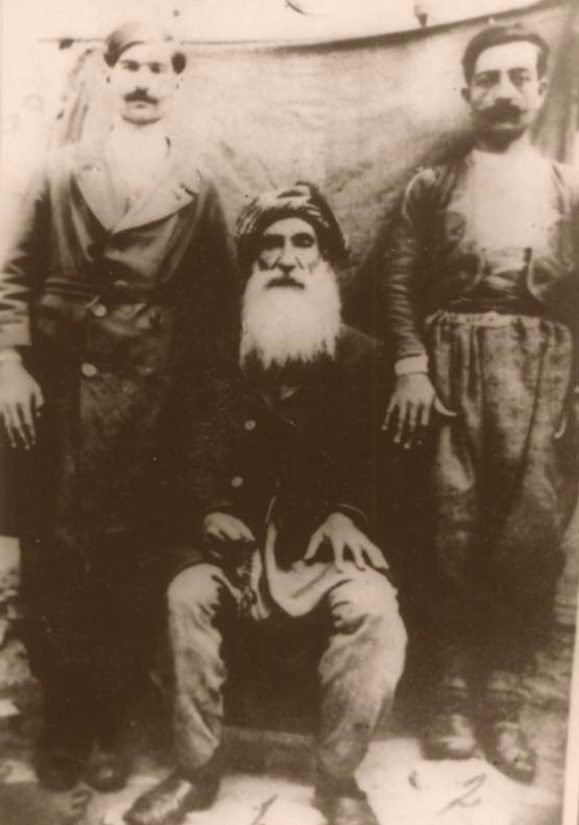
سید رضا

سید رضا (۱۸۶۳، لیرتیک کویو، اواکیک، تونجلی - ۱۵ نوامبر ۱۹۳۷، الازیگ) از کردهای علوی زازا در کردستان ترکیه و شخصیتی مذهبی بود که اعتراضات کردها در سال ۱۹۳۷  در استان درسیم ترکیه (امروزه استان تونجلی) را رهبری کرد.
در طول جنگ جهانی اول او در کنار امپراتوری عثمانی و بر علیه روس‌ها بود اما بنا بر گزارش‌ها، همیشه به خواسته‌های عثمانی‌ها تمکین نمی‌کرد. به‌عنوان مثال از تحویل دادن ارمنی‌ها در منطقه زیر نفوذ خود در جریان نسل‌کشی ارمنیان خودداری کرد.

## محاکمه و  اعدام
سیدرضا پس از یک محاکمه دو هفته ای و در طی سه جلسه دادگاه محاکمه و به اعدام با طناب دار محکوم شد. حکم نهایی در روز شنبه صادر شد که روزی بسیار غیرعادی برای جلسه دادگاه در آن زمان محسوب میشد. قاضی دادگاه ابتدا از صدور حکم نهایی خود در روز شنبه خودداری کرد. دلیل آن نیز نبود برق در شب و نبود جلاد بود. پس از اینکه مقامات محلی ترتیب دادند تا سالن دادگاه را با چراغ های اتومبیل روشن کنند و یک جلاد پیدا کردند، حکم صادر شد. سیدرضا در هنگام مرگ ۷۴ سال داشت و اعدام وی از نظر قانونی با چوبه دار جایز نبود. دادگاه اما او را ۵۴ ساله در نظر گرفت و نه ۷۴ ساله. سیدرضا تا قبل از دیدن چوبه دار از حکم اعدام بی خبر بود.
احسان صبری چاگلایانگیل که بعدها در دهه شصت و هفتاد میلادی سه بار سمت وزیر خارجه ترکیه را بر عهده داشت شاهد آخرین لحظات زندگی او بود:
"سیدرضا با دیدن چوبه دار بلافاصله اوضاع را فهمید. او گفت: «شما می‌خواهید مرا به دار بکشید.» سپس رو به من کرد و پرسید: «از آنکارا آمدی مرا دار بزنی؟» نگاهی رد و بدل کردیم. اولین بار بود که با مردی روبرو می‌شدم که قرار بود به دار آویخته شود. لبخندی به من زد. دادستان پرسید آیا می خواهد نماز بخواند. او نخواست. از او خواستیم آخرین خواسته‌اش را بگوید. گفت: «من چهل لیره و یک ساعت دارم، آنها را به پسرم بدهید.» او را به میدان آوردیم. سرد و خلوت بود. اما سیدرضا سکوت و خلأ را چنان خطاب کرد که میدان پر از جمعیت است: «ما فرزندان کربلا هستیم. ما بی گناهیم. این شرم آور است، بیرحمانه است، قتل است.» موهای بدنم سیخ شده بود. پیرمرد سریع به سمت چوبه دار رفت و جلاد را از سر راه کنار زد. طناب را دور گردنش انداخت، به صندلی لگد زد و خود را اعدام کرد…“ 